# Mario Vušković
 (août 2025).
Mario Vušković, né le 16 novembre 2001 à Split, est un footballeur croate qui évolue au poste de défenseur central au Hambourg SV.

## Biographie

### En club
Né à Split en Croatie, Mario Vušković est formé par le RNK Split avant de rejoindre le Hajduk Split en 2016, où il poursuit sa formation. Il est formé au poste de milieu défensif, il a ensuite été repositionné défenseur central dans les équipes de jeunes.
Le 18 août 2019, il joue son premier match en professionnel lors d'une rencontre de championnat contre le HNK Gorica. Il entre en jeu lors de ce match remporté par son équipe (3-0).
Il inscrit son premier but en professionnel le 16 juin 2020, à l'occasion d'une rencontre de championnat face au NK Varaždin. Il est titulaire ce jour-là et réduit le score alors que son équipe est menée, mais les siens s'inclinent tout de même par trois buts à deux.
Lors de l'été 2021, alors qu'il est notamment courtisé par le Celtic Glasgow, Mario Vušković rejoint l'Allemagne et le Hambourg SV, où il est prêté avec option d'achat le 31 août 2021. Il joue son premier match pour Hambourg le 18 septembre 2021 face au Werder Brême. Il entre en jeu et son équipe l'emporte par deux buts à zéro ce jour-là.

### En sélection
Avec l'équipe de Croatie des moins de 17 ans, Mario Vušković participe au championnat d'Europe des moins de 17 ans en 2017, qui se déroule dans son pays natal. Il ne prend part qu'à un seul match et son équipe ne parvient pas à sortir de la phase de groupe.
Mario Vušković joue son premier match avec l'équipe de Croatie espoirs le 12 novembre 2020 face à l'Écosse. Il est titularisé et les deux équipes se séparent sur un match nul (2-2). Il est ensuite retenu avec cette sélection pour disputer le championnat d'Europe espoirs en 2021.
Le 30 mars 2023, il est suspendu jusqu'au 15 novembre 2024 de toutes compétitions officielles par la Fédération allemande de football après avoir été contrôlé positif à l'EPO.

## Statistiques
| Saison                | Club                  | Championnat           | Championnat | Championnat | Coupe(s) nationale(s) | Coupe(s) nationale(s) | Compétition(s) continentale(s) | Compétition(s) continentale(s) | Compétition(s) continentale(s) | Barrages | Barrages | Total | Total |
| Saison                | Club                  | Division              | M.          | B.          | M.                    | B.                    | Comp.                          | M.                             | B.                             | M.       | B.       | M.    | B.    |
| 2019-2020             | Hajduk Split          | Prva HNL              | 10          | 1           | 1                     | 0                     | -                              | -                              | -                              | -        | -        | 11    | 1     |
| 2020-2021             | Hajduk Split          | Prva HNL              | 29          | 2           | 2                     | 0                     | C3                             | 2                              | 0                              | -        | -        | 33    | 2     |
| 2021-2022             | Hajduk Split          | Prva HNL              | 3           | 0           | -                     | -                     | C3                             | 1                              | 0                              | -        | -        | 4     | 0     |
| Sous-total            | Sous-total            | Sous-total            | 42          | 3           | 3                     | 0                     | -                              | 3                              | 0                              | -        | -        | 48    | 3     |
| 2021-2022             | Hambourg SV (prêt)    | 2. Bundesliga         | 24          | 1           | 3                     | 0                     | -                              | -                              | -                              | -        | -        | 27    | 1     |
| 2022-2023             | Hambourg SV           | 2. Bundesliga         | 16          | 2           | 2                     | 0                     | -                              | -                              | -                              | 2        | 0        | 20    | 2     |
| 2023-2024             | Hambourg SV           | 2. Bundesliga         | -           | -           | -                     | -                     | -                              | -                              | -                              | -        | -        | 0     | 0     |
| Sous-total            | Sous-total            | Sous-total            | 40          | 3           | 5                     | 0                     | -                              | -                              | -                              | 2        | 0        | 47    | 3     |
| Total sur la carrière | Total sur la carrière | Total sur la carrière | 82          | 6           | 8                     | 0                     | -                              | 3                              | 0                              | 2        | 0        | 95    | 6     |